# VTech CreatiVision
 (avril 2024).
Si vous disposez d'ouvrages ou d'articles de référence ou si vous connaissez des sites web de qualité traitant du thème abordé ici, merci de compléter l'article en donnant les références utiles à sa vérifiabilité et en les liant à la section « Notes et références ».
La VTech CreatiVision est un hybride d'ordinateur et de console de jeux vidéo de deuxième génération produite par VTech.
Cette unité hybride est semblable dans le concept à des ordinateurs tels que l'APF Imagination Machine, la VideoBrain Family Computer (en), et dans une moindre mesure à l'Intellivision et au Coleco Adam, qui ont chacun, anticipé la tendance des consoles de jeux vidéo à tendre de plus en plus vers des ordinateurs d'entrée de gamme.